# Porites lichen
Porites lichen là một loài san hô trong họ Poritidae. Loài này được Dana mô tả khoa học năm 1846.